# Сєнґнєв із Ґрембошува
Сєнґнєв із Ґрембошува (пом. 6 листопада 1372) — польський римсько-католицький і державний діяч, дипломат; пробст і канонік костелу святого Міхала на Вавелю (Краків); підканцлер королівський (двору) Казимира Великого (1333–1343).

## Життєпис
Народився Сєнґнєв, очевидно, у Ґрембошуві, його батьком був Влост (пол. Włost) гербу Півкозич чи Влашцей (пол. Właściej) із Ґрембошува, дідич цього маєтку. Вивчав канонічне право у Болонському університеті.
Мав братів Якуба, Вітка та Дзєржка, студента Болонського університету (1325).

### Політична кар'єра
Очевидно, Сєнґнєв був одним із найближчих соратників молодого королевича Казимира, тому невдовзі після своєї коронації 1333 року останній призначив його на посаду свого підканцлера двору, котру займав до 1343 року. Папа Климент VI наказав 1343 року Сєнґнєву та його братам Якубу та Вітку, повернути село Козлув пароху Віслиці. Важко однозначно визначити масштаб цієї суперечки, але не можна відкидати припущення, що папський документ є результатом інтриги, спрямованої проти Cєнґнєва, фіналом якої, окрім суду за село, могло стати звільнення Сєґнєва з посади підканцлера. Дослідник Станіслав Щур припускає, що причиною цього звільнення стала пролюксембурзька політична орієнтація Сєнґнєва, яка після погіршення польсько-чеських стосунків стала на заваді його подальшому обійманню цього уряду.
Сєнґнєв із Ґрембошува виконував багато дипломатичних доручень Казимира Великого. Так, він супроводжував короля під час переговорів із Тевтонським орденом у Іновроцлаві 1337 року, з чехами у Празі 1341 року, з ландграфом гессенським у Познані 1341 року, був королівським послом до Авіньйону 1357 року та до Праги 1360 року.

### Духовна кар'єра
Сєнґнєв обіймав ряд духовних посад. Протягом 1333—1368 років був пробстом, а з 1334 по 1372 роки — каноніком костелу святого Міхала на Вавелю у Кракові, був капеланом імператора Карла IV 1360 року, архідияконом опольським (1368/1370—1372).
У травні 1353 року він постав перед королівським судом під час суперечки за село Бранчиці з єпископом Бодзентою.
Сєнґнєв із Ґрембошува наприкінці життя (очевидно, після 1368 року) вирішив переїхати до Сілезії, де й помер 6 листопада 1672 року.